# 州の権限
州の権限（しゅうのけんげん、州権、英: States' rights）は、アメリカ合衆国の政治および憲法における概念である。アメリカ合衆国の各州は連邦政府に関連してある権限と政治力をもっているとするものである。州の権限という言葉が使われるようになったのは、権利章典の一部でもあるアメリカ合衆国憲法修正第10条であった。州の権限という概念は、連邦政府が優越権を主張する州法を守るため、あるいは連邦政府の権限範囲を越えて州の行動に立ち入って来ていると考えられる時に対抗手段として使われている。

## 原則
連邦政府の権力が州の権力に優先されるという原則は、アメリカ合衆国憲法の最高法規（優越）条項（第6条第2節）に基づいている。アメリカ合衆国最高裁判所第4代長官のジョン・マーシャルによって1800年代初期に説明された。マカロック対メリーランド州事件という裁判でマーシャルは、連邦政府で採択された法律が憲法で許された権力を行使するとき、州政府に採用された相容れない法に優先すると主張した。この判決以後、アメリカ合衆国議会が憲法の下に有する権力の範囲について、また憲法が明らかに州に対して制限していない場合でも州は連邦政府の決定を排除する権力を持っているかについて、法律の主要な争点となった。

## 1865年までの論争
アメリカ合衆国全体の動きについてはアメリカ合衆国の歴史 (1789-1849)を参照。
アメリカ独立からアメリカ合衆国憲法の制定までの期間、各州は連合規約に従った弱い政府の下で連衡の形を取っていた。そこでの連邦政府は個別の州を牛耳るような権威は有ったとしてもほとんど無いに等しい状態だった。憲法の制定で連邦政府の力が強くなり、国全体を治めるために必要な権力の行使が認められたが、共存する2種類の政府の「レベル」を示す境界は曖昧であった。州法が連邦法と一部重なり合う場合、憲法第6条の最高法規条項によって連邦政府優位に問題を解決した。最高法規条項では連邦法が「この国の最高法規」と宣言し、「あらゆる州の判断は連邦法によって規制される」と規定した。ただし、最高法規条項は連邦政府が憲法で承認される権力を働かせるときにのみ適用される。
連邦党が1798年に外国人・治安諸法を成立させた時、トーマス・ジェファーソンおよびジェームズ・マディソンは密かに「ケンタッキー州およびバージニア州決議」を書き、州の権限を支持する有名な文章を認めた。この理論によれば、連邦組織は自発的な州の集まりであり、中央政府が行き過ぎた場合には、各州がその法を無効化する権限があるとしていた。ジェファーソンはケンタッキー州で次のように語った。
決議案。アメリカ合衆国を構成する幾つかの州は無制限に連邦政府に服従するという原則で連邦に加盟しているのではない。しかし、アメリカ合衆国憲法およびその修正条項という様式と表題の下の盟約により、特別の目的のために連邦政府を構成し、ある定義された権力を連邦政府に委任しているのであり、各州自体にはその州を自ら治めるための残りの権利を留保している。連邦政府が委任されていない権力を担おうとすることは承認されていないことであり、無効であり、強制力がない。各州が州として同意したこの盟約については一体の当事者であるが、州が共同してあたるもの自体は別物である。各当事者は違背しているものかという判断、また矯正の様式や手段を独自に判断する平等な権利を有する。
「ケンタッキー州およびバージニア州決議」とそれを補強したマディソンによる1800年報告書はジェファーソンの民主共和党の根幹をなす文書となった。州の権限を声高く主張したジョン・ランドルフのような支持者は1820年代から1830年代に「古共和党員」と呼ばれた。
米英戦争の時に州の権限に関する論争が起こった。ニューイングランド諸州の代表がハートフォード会議に集まり、マディソン大統領と戦争に反対して合衆国からの脱退を議論した。つまり連邦政府の判断で行っている外国との戦争に対し、州の判断で反戦の意志を表示するものであった（米英戦争に対する反戦運動を参照）。

### 無効化
1820年代から南北戦争にかけて、合衆国の大きな継続する問題は貿易と関税についてだった。南部諸州は多くが農業とその生産物の輸出に依存しており、加工品についてはヨーロッパからの輸入または北部からの移送に頼っていた。北部諸州は対照的に国内の製造業経済が成長し海外貿易は競争相手と見なすようになっていた。貿易の障害となるのは特に保護関税であり、輸出に頼る南部経済には有害と見なされていた。
1828年、アメリカ合衆国議会は北部諸州の利益に繋がる保護関税法案を通したが、これは南部の不利益となった。南部の者達は、「嫌悪の関税」に反応して1828年に書かれた「サウスカロライナ説明と抗議」のような文書で関税に対する反対の意を声高に表した。「説明と抗議」はサウスカロライナ州選出上院議員ジョン・カルフーンの作品であり、カルフーンは以前は保護関税と連邦予算の内部改善を主唱する人物だった。
サウスカロライナの無効化条例は1828年と1832年の関税法を無効化し州内では効力無しと宣言した。無効化の危機が始まった。条例は州議会を1832年11月24日に通過したが、12月10日、アンドリュー・ジャクソン大統領はサウスカロライナに対して、海軍の船隊を送ることを宣言し、関税を強制するための陸軍も送ると言って脅した。

### 南北戦争
次の数十年間で別の州の権限に関する論争が持ち上がった。奴隷制の問題が国を二分し、トーマス・ジェファーソンによって信奉された原則は、反奴隷制の立場を採る北部と、南部の分離主義者の双方から引用され、論争は終には南北戦争に繋がった。奴隷制の擁護者は州の権限の一つは奴隷という財産を保護することであると論じ、1857年のドレッド・スコット対サンフォード事件の判決で最高裁に支持されたという立場を採った。対照的に奴隷制に反対する者は、奴隷のいない州の権限が最高裁の判決と1850年の逃亡奴隷法によって侵害されていると論じた。
アメリカ連合国大統領ジェファーソン・デイヴィスは全ての人は生まれながらにして平等であるという宣言に反対し、州の平等権という立場で次のように論じた。
| 「 | 決議案。これら州の連合はその構成員の平等の権利と特権に依存している。合衆国の共通の財産である領土内における個人や財産に関連して差別するような試みに反対することは州の主権を代表する上院議員の特別の義務である。一つの州の市民に利点を与え、他の州の市民にはその利点が平等に確保されていないとすればそれは差別である。 | 」 |

南部の諸州が制定したアメリカ連合国憲法の序文は、「我々、アメリカ連合国の者は、それぞれの州がその主権と独立した性格のもとに行動する」で始まっていた。

## 1865年以降
アメリカ合衆国対クルクシャンク事件（1876年）。コルファックス虐殺の裁判。最高裁により憲法修正第14条（公民権の定義）は州の行動に適用され、個人の暴力には適用されないとした。
アメリカ合衆国対ハリス事件（1883年）。憲法修正第14条は州の行動に適用され、個人の犯罪には適用されないので、平等保護条項は1883年の監獄内リンチ事件には適用されないとした。
公民権訴訟（1883年）。公共の施設における人種差別を禁じた法律である1875年の公民権法を無効化することにより差別を許容した。最高裁は平等保護条項は州の行動に適用され、個人によってなされることには適用されないとし、1875年の公民権法は個人の行動に適用されるので、憲法修正第14条の第5節の下での合衆国議会の権力を越えているとした。
プレッシー対ファーガソン事件（1896年）。「分離するが平等」に扱う原理は平等保護条項に合致しているとし、法律上の差別を適法とすることにより、ジム・クロウ法の始まりとなった。憲法修正第14条と憲法修正第15条（黒人の参政権）は公民権運動の時までほとんど有効ではなかった。現代の最高裁を含む裁判では公民権訴訟を憲法修正第14条の適用範囲を制限するものとして解釈している。
南北戦争自体と憲法修正条項は、アメリカが分割できない連合となるか連邦政府の下に州の集合となるかを熟考させた。20世紀の初めまでに、州と連邦政府の間に強い連携関係が育ち始め、連邦政府はより強い権力を持つようになった。国税である所得税が導入されたのがこの時期であり、最初は南北戦争の時、最終的には1913年の憲法修正第16条で恒久化された。これ以前では、人民が税を払わねばならない政体の最高形態は州であったが、現在はもう一つ上の権威が追加されて連邦政府となった。所得税の執行の直ぐ後に世界恐慌、ニューディール政策、第二次世界大戦と続き、連邦政府にはより高い権威と責任が付いてくるようになった。ウィッカード対フィルバーン事件は、人が自分の土地でどれだけの食料を生産できるかまでも決める権限を連邦政府に与えた。これは州間の商業交易に影響し商業条項（憲法第1条第8節第3項）の法に支配されるという論法であった。
第二次世界大戦後、ハリー・トルーマン大統領は公民権法を支持し、軍隊での人種差別を禁じた。これに反応した南部の民主党が党を割り、ストロム・サーモンドを指導者とする州権民主党（ディキシークラット）が結党された。サーモンドは1948年の大統領選挙にも出馬したが、トルーマンに敗れた。

## 公民権運動
1950年代に始まった公民権運動の中で、州の権限が南部の人種政策と強く結びつけられることになった。人種差別やジム・クロウ法の支持者はこれら州レベルの政策に連邦政府が干渉することを非難した。
ブラウン対教育委員会裁判の判決（1954年）は、プレッシー対ファーガソン裁判（1896年）の判決を覆したが、それでも南部では憲法修正第14条が有効とならず、1964年の公民権法 と1965年の選挙権法の成立を待たなければならなかった。幾つかの州議会は干渉決議を通し、最高裁のブラウン事件判決は州の権限を侵害したと宣言した。
キング牧師による非暴力公民権運動は、バス・ボイコット、シット・イン、自由乗客による人種差別撤廃の試み（数人は白人至上主義者にひどく殴られた）などの手段により、1964年の公民権法を勝ち取ることができた。
セルマからモンゴメリーに向かう行進の一部であったエドムンド・ペタス橋で投票権に関する州の権限行使に対する抗議が、1965年の投票権法に結実した。ジェイムズ・リーブ、ジミー・リー・ジャクソンおよびビオラ・リウッツォが公民権運動で活動し、敵に殺された。

## 現在の議論
1964年、カリフォルニア州における公正住宅の問題が州法と連邦主義の境界を論じる問題となった。カリフォルニア提案第14号はラムズフェルド公正住宅法を覆し、住宅販売においていかなる方法の差別も許可した。キング牧師達はこれを公民権法に対する反動と見なした。俳優であったロナルド・レーガンは提案第14号を支持することで人気を博し、後にカリフォルニア州知事に選ばれた。最高裁の ライトマン対マルキー事件 判決は1967年に提案第14号を否定し、憲法修正第14条の平等権保護条項を肯定した。
他に一度ならず、州間高速道路に関する州の権限問題がある。連邦政府はある特定の法律を通さなかった州から州間高速道路の予算を引き上げると脅した。一定期間高速道路予算を失った州は財政危機か社会基盤の崩壊あるいはその両方に見舞われることになった。その最初の処置（国全体の速度制限に関する立法）は直接高速道路に関わり、燃料不足に直面することになったが、その後の処置はほとんど高速道路とは関係がなく、国家的危機に陥るようなこともなかった。このような処置を批判する人々は、連邦政府が州と連邦政府との間の伝統的なバランスを壊そうとしていると感じている。
より最近の州の権限に関する問題は、軍事基地整理統合委員会 (BRAC)がアメリカ合衆国議会とアメリカ国防総省に対し、州兵の基地を統合したり閉鎖することにより州兵組織の大々的な改革を提案したときに起こった。2005年のこの提案は多くの州から強い批判を浴び、幾つかの州は連邦政府を告訴した。その根拠は、合衆国議会や国防総省が関連する州の知事の事前承認もなく基地の統廃合を進めた場合、州の権限を侵害しているというものであった。ペンシルベニア州がその州空軍第111戦闘機隊の廃止差し止めを連邦裁判所で勝ち取った後で、合衆国議会や国防総省の指導者はBRACに関する他の訴訟を決着させることを選び、他の原告州との和解に達した。
現在の州の権限に関する問題には、死刑、自殺幇助、ゲイの結婚、ゴンザレス対オレゴン州事件の医者による自殺幇助、医療用のマリファナの使用などが含まれている。とくにマリファナの問題は連邦法に違反している。ゴンザレス対ライチ事件では、最高裁が連邦政府の立場を認め、麻薬取締局が医療用のマリファナ患者と投薬者を逮捕することを認めた。

## 「法律用語」としての州の権限
「州の権限」という言葉は、人種差別擁護派によって法律用語として使われてきた。人種隔離主義者で大統領候補にもなったストロム・サーモンドを指導者とするディキシークラットの公式名称にも使われた。アラバマ州知事ジョージ・ウォレスはその就任演説で「今ここで人種隔離を！明日も人種隔離を！永遠に人種隔離を！」と宣言したことでも有名であるが、後に「今ここで州の権限を！明日も州の権限を！永遠に州の権限を！」と言うべきだったと述懐した。しかし、ウォレスは人種隔離が大きな州の権限に関する闘争の象徴的一問題に過ぎなかったと言った。この観点について、人種隔離から州の権限へのすげ替えは婉曲表現よりもより物事をはっきりさせることになると歴史家は言っている。
1980年の大統領選挙開幕の日、ロナルド・レーガンはミシシッピー州フィラデルフィアに近いネショバ郡催事場での演説で「私は州の権限を信じる」と宣言した。フィラデルフィアは1964年に3名の公民権運動家が殺された場所であった。アンドリュー・ヤングやボブ・ハーバート達は、レーガンが州の権限に関する演説をするのにこの場所を選んだことは、南部の分離主義者にたいするベールを被ったアピールだと信じた。しかし、レーガンの選挙運動員はそのような関連性を否定した。この演説会の時に、ストロム・サーモンド（この時までにサウスカロライナ州選出の共和党上院議員に鞍替えしていた）は「我々は連邦政府が州の権限からその汚れた手を引っ込めておくことを望む」と言った。サーモンドは熱心な分離主義者であったが、1970年以後は公然と分離主義に反対していた。

## 州の権限とレンキスト裁判
アラバマ大学評議員会対ガーレット事件（2001年） およびキメル対フロリダ評議員会事件（2000年） に対する最高裁判決は、州が高齢者や障害者に対する差別について合理的根拠の照査を行うことを認めた。このような種類の差別は合法の州の利益に合理的に関連しており、細かい正確さは必要ないという判断であった。アメリカ合衆国対モリソン事件（2000年) に対する最高裁判決は、強姦被害者が襲撃者を連邦裁判所に告訴する可能性を制限した。最高裁首席判事ウィリアム・レンキストは、法の強制という面で「州は歴史的に主権者であった」と説明した。裁判所意見では商業条項や憲法修正第14条の狭い解釈を要求した。
上記キメル、ガーレットおよびモリソンの事件は、合衆国議会の州に対する権力に関する力と限界という立場に立った裁判所の以前の判断が、一度ならず気まぐれであったことを示した。以前の判断とはアメリカ合衆国対ロペス事件（1995年）、セミノール族対フロリダ州事件（1996年）およびボーン市対フローレス事件（1997年）である。議会は過去に1964年の公民権法を含む公民権法案を通す時に商業条項や平等権保護条項に頼っていた。
ロペスの事件では、商業条項は州間商業交易に直接影響する事項に限定した。これは銃砲管理法や差別犯罪、および商業には影響するが直接商業には関係しない犯罪を除外した。セミノール事件は、「州の主権者免責」原理を補強し、公民権侵犯を含む多くの事項で州を告訴することが難しくなった。フローレス事件では、「合同と比例」の要求で、議会が州に平等権保護条項を守らせる時に行き過ぎないようにし、カッツェンバッハ対モーガン事件（1966年）の歯止め理論に置き換わるものであった。歯止め理論とは議会が裁判所で御貯められた公民権を徐々に上げていくことはできるが、法的に認められた権利を徐々に減らすことはできないというものであった。モリソン事件の重要な判例はアメリカ合衆国対ハリス事件（1883年）であり、監獄内リンチには平等権保護条項が適用されないとした。その理由は州の行動原則は州の行動にのみ平等権保護条項を適用し、個人の犯罪には適用されないということであった。歯止め理論がフローレス事件で「合同と比例」に置き換えられたので、議会が裁判所判断を越えて行き過ぎないようにするために過去の判例を持ち出すことが容易になった。最高裁判事のスティーブンスのような批判者は裁判所の司法積極主義（法を望ましい結論に至るように解釈すること）を非難している。
レンキスト法廷における連邦政府権力に対抗する傾向はゴンザレス対ライチ事件では止まった。司法判断は、たとえ州が許可していたとしても連邦政府が大麻の医療利用を禁止する権力を支持した。レンキスト自身はライチ事件に反対する者であった。